# Мамакан (река)
Мамака́н (в верховье Средний Мамакан) — река на востоке Иркутской области России, левый приток Витима. Длина реки — 209 км, площадь бассейна — 9460 км². Средний расход воды 180 м³/с.

## География

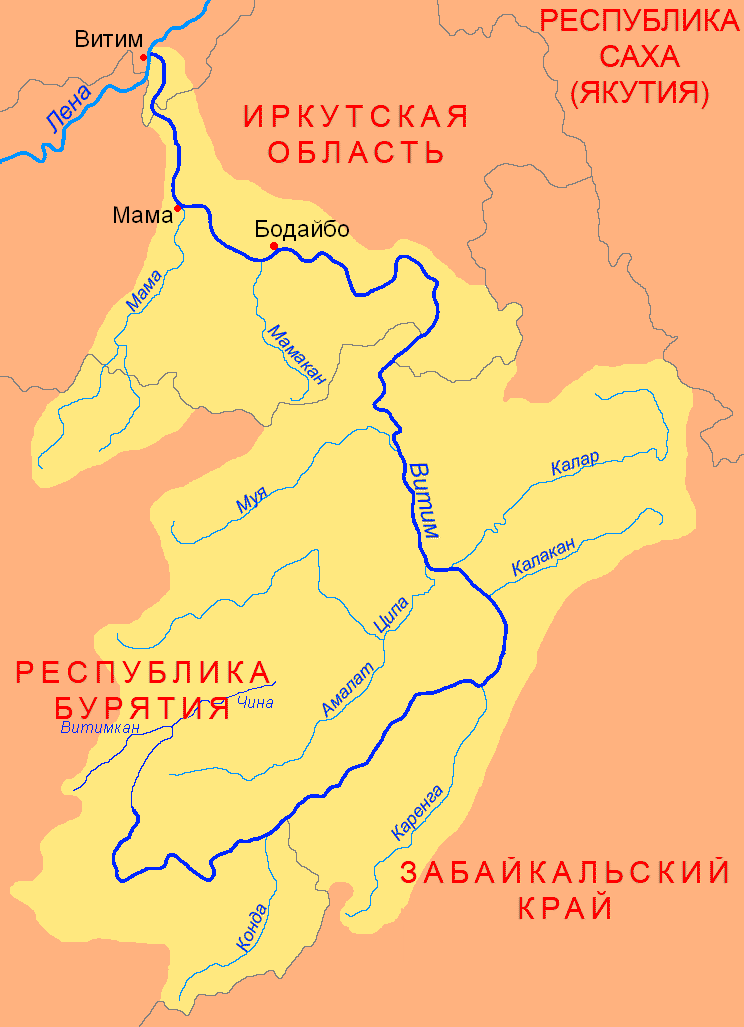

Берёт начало на Северо-Муйском хребте, вытекая из озера, течёт на север, прорезая Делюн-Уранский хребет.

## Притоки
Объекты перечислены по порядку от устья к истоку.
- 29 км: Тельмама (пр.)
- 32 км: Мамачёк (лв.)
- 48 км: Калахта (пр.)
- 52 км: Тамарак (пр.)
- 57 км: Мандакач (лв.)
- 64 км: Лурицы (лв.)
- 68 км: Икибзяк (лв.)
- 76 км: Чёртов Мешок (пр.)
- 80 км: Правый Мамакан (пр.)
- 94 км: Бугарихта (лв.)
- 95 км: без названия (пр.)
- 107 км: Левый Мамакан (лв.)
- 116 км: без названия (пр.)
- 138 км: Дылгдаиси (лв.)
- 138 км: без названия (лв.)
- 146 км: без названия (пр.)
- 154 км: без названия (лв.)
- 160 км: без названия (пр.)
- 168 км: Каалу (пр.)
- 175 км: Сиры (пр.)
- 178 км: Мочи (лв.)
- 181 км: Джалту (пр.)
- 190 км: Дополгун (пр.)

## Гидрология
Питание преимущественно дождевое. Половодье с мая до сентября. Замерзает в октябре, вскрывается в мае.

## Хозяйственное использование
- Мамаканская ГЭС, мощностью 100 МВт и среднегодовой выработкой 356 млн кВт⋅ч.
- Мамаканское водохранилище